# Plinia renatiana
Plinia renatiana é uma espécie de planta do gênero Plinia e da família Myrtaceae. 

## Taxonomia
A espécie foi descrita em 1991 por Ariane Luna Peixoto e Graziela Barroso. 

## Forma de vida
É uma espécie terrícola e arbórea. 

## Descrição
| Caule                | Caule                    |
| -------------------- | ------------------------ |
| textura da casca     | papirácea                |
| tronco               | áspero                   |
| Folha                |                          |
| ápice                | acuminado, agudo         |
| base                 | cuneada, arredondada     |
| forma                | elíptica                 |
| indumento            | glabro                   |
| margem               | plana                    |
| superfície           | glabra                   |
| tamanho              | 10 à 30 de comprimento   |
| Inflorescência       |                          |
| local                | axilar                   |
| tipo                 | panícula                 |
| Flor                 |                          |
| cálice               | lobo do cálice fundido   |
| bractéola livre      | decídua no fruto         |
| tamanho da bractéola | menor que o botão-floral |
| cálice               | concrescido              |
| superfície           | glabra                   |
| Fruto                |                          |
| forma                | globoso                  |
| indumento            | glabra                   |
| tamanho              | 5 à 10 de diâmetro       |
| Semente              |                          |
| número               | 2                        |

## Conservação
A espécie faz parte da Lista Vermelha das espécies ameaçadas do estado do Espírito Santo, no sudeste do Brasil. A lista foi publicada em 13 de junho de 2005 por intermédio do decreto estadual nº 1.499-R. 

## Distribuição
A espécie é encontrada no estado brasileiro de Espírito Santo. 
A espécie é encontrada no domínio fitogeográfico de Mata Atlântica, em regiões com vegetação de floresta ombrófila pluvial.